# Luis Gunter I de Schwarzburgo-Rudolstadt
Luis Gunter I de Schwarzburgo-Rudolstadt (en alemán, Ludwig Günther I. von Schwarzburg-Rudolstadt; Rudolstadt, 27 de junio de 1581-ibidem, 4 de noviembre de 1646) fue el conde reinante de Schwarzburgo-Rudolstadt desde 1612 hasta su muerte.

## Biografía
Luis Gunter era el hijo del conde Alberto VII de Schwarzburgo-Rudolstadt y de su esposa, Juliana de Nassau-Dillenburg. Sus hermanos eran Carlos Gunter y Alberto Gunter. A la muerte de Alberto VII, los tres hermanos se dividieron Schwarzburgo-Rudolstadt entre ellos, y cada uno gobernó una parte del condado.
En 1598, Luis Gunter fue a Jena a estudiar en la universidad, y después se trasladó a Estrasburgo, donde se encontró con gente de los altos círculos. Después de una viaje a París, retornó a Rudolstadt en 1604. El 10 de abril de 1605, Alberto VII falleció y el 24 de junio los tres hermanos acordaron que el mayor de ellos, Carlos Gunter, gobernaría el condado por los siguientes seis años.
Esto permitió a Luis Gunter reanudar sus viajes. En 1606, volvió a Estrasburgo y después a París. En 1607, visitó Madrid, retornó a París, y después viajó a Inglaterra, visitando Londres, Oxford, Cambridge, entre otros lugares. El 10 de febrero de 1610, finalmente retornó a Rudolstadt.
El 8 de septiembre de 1612, los tres hermanos acordaron dividir el condado. Carlos Gunter recibió una parte que incluía la capital, Rudolstadt. Luis Gunter recibió una parte que incluía la ciudad de Frankenhausen. La parte de Alberto Gunter incluía las ciudades de Stadtilm y Schwarzburgo.
En 1624, en Érfurt, Luis Gunter y Alberto Gunter acordaron intercambiar sus posesiones. Así que Luis se trasladó a su nueva residencia en Stadtilm en 1625 y Alberto Gunter se trasladó a Frankenhausen. Carlos Gunter continuó residiendo en Rudolstadt hasta su muerte sin un heredero en 1630. El 24 de noviembre de 1631, Luis Gunter y Alberto Gunter acordaron una nueva división, en la que Luis Gunter recibió Rudolstadt y Alberto Gunter recibió Blankenburg. En 1634, Alberto Gunter murió también sin heredero, convirtiendo a Luis Gunter en único gobernante.
El 5 de septiembre de 1619, la cuñada de Luis Gunter, Ana Sofía de Anhalt (consorte de Carlos Gunter) fundó la Sociedad Virtuosa, que fue concebida como contraparte femenina de la Sociedad Fructífera que su hermano, Luis, había fundado. Luis Gunter I se unió a la Sociedad Fructífera bajo el sobrenombre der Stärkende ("aquel que se fortalece") y su esposa se unió a la Sociedad Virtuosa.
Luis Gunter I llevó a cabo reformas en educación y, como era usual en ese tiempo, realizó importantes donaciones a las iglesias. Fundó la biblioteca de la iglesia, y dejó su colección privada de libros a esta biblioteca en su testamento. Promovió la vida musical fundando su propia orquesta de corte. Esta fue mencionada por primera vez en 1635, y evolucionó a lo que es la Thüringer Symphoniker Saalfeld-Rudolstadt, que todavía existe.
Murió el 4 de noviembre de 1646 en Rudolstadt. Su viuda gobernó el condado hasta 1662 como regente en nombre de su hijo, Alberto Antonio, quien posteriormente fue elevado a príncipe de Schwarzburgo-Rudolstadt.

## Matrimonio e hijos
El 4 de noviembre de 1638, contrajo matrimonio con Emilia de Oldemburgo-Delmenhorst. Tuvo los siguientes hijos:
- Sofía Juliana (1639-1672).
- Ludmila Isabel (1640-1672).
- Alberto Antonio (1641-1710), el primer príncipe de Schwarzburgo-Rudolstadt.
- Cristiana Magdalena (1642-1672).
- María Susana (1646-1688).